# 오쿠마 라나
오쿠마 라나(일본어: 大熊 良奈, 1998년 12월 23일 ~ )는 일본의 여자 축구 선수이다.

## 구단 경력
2017년, 나데시코 리그의 우라와 레즈에 입단하였다. 2021년 WE리그의 오미야 아르디자 VENTUS로 이적했다.

## 국가대표팀 경력
그녀는 2014년 FIFA U-17 여자 월드컵에 참가할 일본 U-17 국가대표팀에 발탁되었으며, 5경기에 출전, 우승에 기여했다.